# Дуглас, Уильям, 1-й герцог Куинсберри
 Уильям Дуглас, 1-й герцог Куинсберри, 1-й маркиз Куинсберри и 3-й граф Куинсберри (англ. William Douglas, 1st Duke of Queensberry; 1637 — 28 марта 1695) — шотландский аристократ, землевладелец и политик.

## Биография и карьера

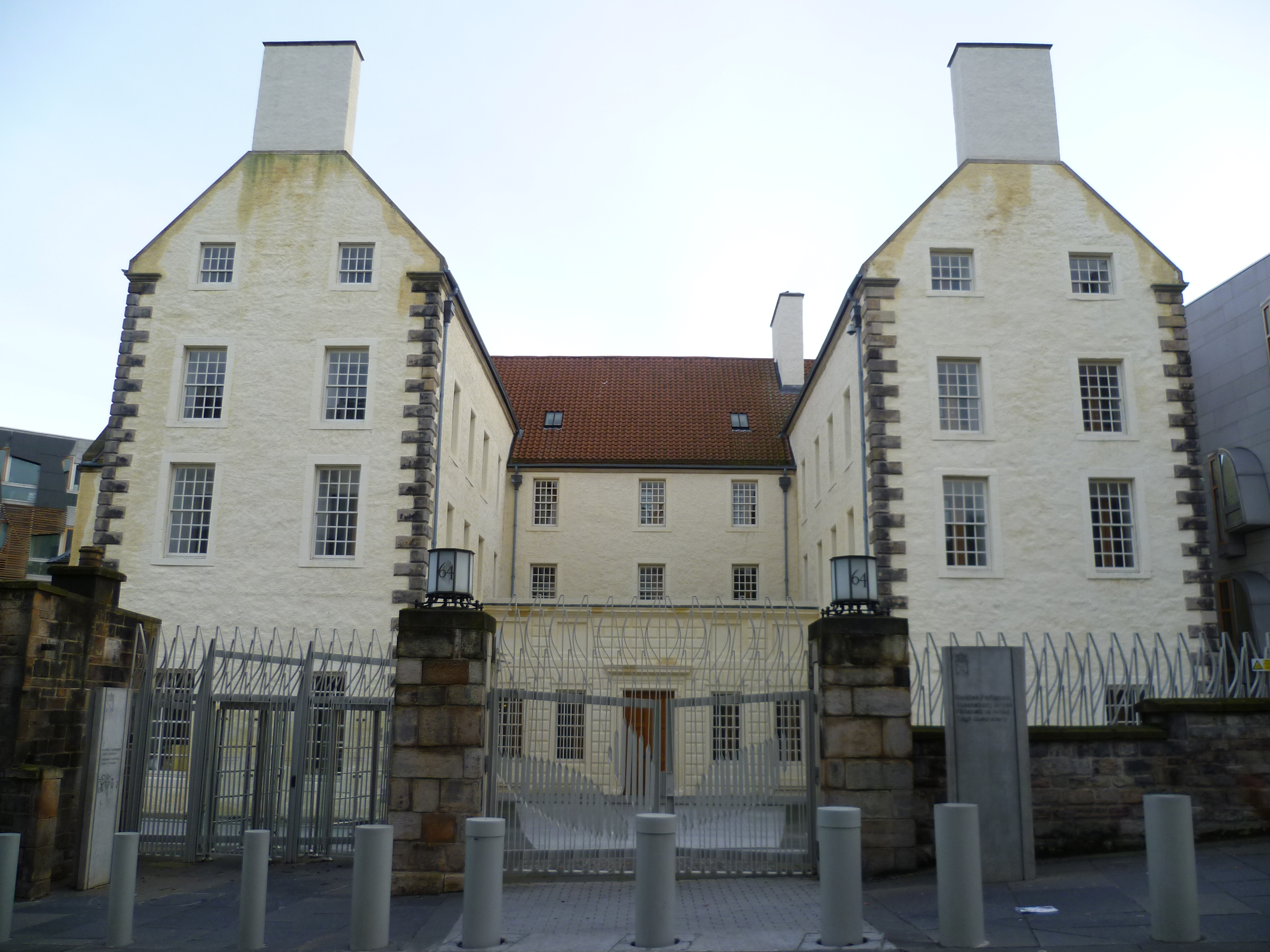
Куинсберри-хаус, Эдинбург

Родился в 1637 году. Старший сын Джеймса Дугласа, 2-го графа Куинсберри (до 1622—1671), и его второй жены Маргарет Стюарт, дочери Джона Стюарта, 1-го графа Траквера (1600—1659) и леди Кэтрин Карнеги.
В 1671 году после смерти своего отца Уильям Дуглас унаследовал титул  3-го графа Куинсберри . 12 июня 1672 года он занял своё место в парламенте Шотландии.
Уильям Дуглас был назначен членом Тайного совета Шотландии в 1667 году, лордом-генеральным судьей с 1680 по 1682 год и лордом-верховным казначеем Шотландии с 1682 по 1686 год.
11 февраля 1682 года для него был создан титул  1-го маркиза Куинсберри , а 3 ноября 1684 года ему был пожалован титул  1-го герцога Куинсберри .
Уильям Дуглас, герцог Куинсберри, отказался поддержать меры короля Якова II Стюарта против действующей церкви Шотландии в 1685 году. Он был лордом-президентом Тайного совета с 1686 по 1689 год. С 1685 года он был одним из лордов Тайного совета как Шотландии, так и Англии, но в 1687 году его обвинили в плохом управлении Джеймсом Драммондом, 4-м графом Пертским, и был лишен своих назначений.
Герцог Куинсберри согласился на восшествие на престол Вильгельма Оранского и Марии и снова пользовался королевской милостью перед смертью, будучи назначен лордом чрезвычайной сессии в 1693 году.
Он приобрел то, что теперь известно как Куинсберри-хаус на Королевской миле, в 1689 году и умер там.

## Личная жизнь
В 1657 году Уильям Дуглас женился на леди Изабелле Дуглас (апрель 1642 — 2 декабря 1691), дочери Уильяма Дугласа, 1-го маркиза Дугласа (1589—1660), и леди Мэри Гордон (1600—1674). У супругов были следующие дети:
- Леди Энн Дуглас, графиня Уэмисс (? — 23 февраля 1700), муж с 1697 года Дэвид Уэмисс, 4-й граф Уэмисс (1678—1720)
- Джеймс Дуглас, 2-й герцог Куинсберри (18 декабря 1662 — 6 июля 1711)
- Уильям Дуглас, 1-й граф Марч (? — 9 сентября 1705)
- Джордж Дуглас

## Титулатура
- 3-й граф Куинсберри (с 1671)
- 1-й маркиз Куинсберри (с 11 февраля 1682)
- 1-й герцог Куинсберри (с 3 ноября 1684)
- 1-й маркиз Дамфриссшир (с 3 ноября 1684)
- 1-й граф Драмланриг (с 11 февраля 1682)
- 1-й виконт Нит, Тортолволд и Росс (с 11 февраля 1682)
- 3-й виконт Драмланриг (с 1671)
- 3-й лорд Дуглас из Хоика и Тибберса (с 1671)
- 1-й лорд Дуглас из Килмоунта, Миддлеби и Дорнока (с 11 февраля 1682).